# Тотіносін Цуйосі
Тотіносін Цуйосі  (яп. 栃ノ心剛 Тотіносін Цуйосі, справжнє ім'я  'Леван Горгадзе' , народився 13 жовтня 1987, в  Мцхеті, Грузія)  — професійний борець сумо, другий грузинський секіторі після Коккая. Псевдонім складений з традиційного для Касугано-бея «Тоті» — кінський каштан, і «Сін» — серце. У січні 2018 завоював Кубок Імператора третім з європейських борців (після болгарина Котоосю і естонця Барута). Після травневого басі 2018 року отримав ранг одзекі — також третім з європейців.

## Короткий опис кар'єри
Займався боротьбою з дитинства. Призер юнацьких чемпіонатів Європи з дзюдо і самбо. Срібний призер (особистий і в команді) юніорського чемпіонату з сумо в 2005 році, де разом з ним виступав майбутній комусубі Гагамару. Стажувався в університеті Ніхон, в 2005 році зарахований в Касугано-бея. Досяг макууті за 13 турнірів, що є дуже хорошим результатом. У вищому дивізіоні тричі показував результат дзюн-юсе (віце-чемпіон), володар Великого Імператорського Кубка на Хацу басі 2018 року. П'ять разів заохочено преміями за бойовий дух і один раз премією за технічну досконалість. Вищий ранг за кар'єру — одзекі. Приділяє особливу увагу гарним манерам, його вчитель наполягає, щоб він був краще справжніх японців.
У липні 2013 у переможній битві з Токусерю отримав серйозну травму коліна, в результаті якої пропустив три турніри і втратив статус секіторі, вибувши в дивізіон макусіта. Повернувся на досі в березні 2014 року. Вигравши чотири турніри поспіль у нижчих лігах, вже в тому ж році повернувся в макууті. Тріумфальним для Тотіносіна став січневий Хацу басі 2018 року, коли вже за один день до закінчення змагань Леван гарантував собі перше місце. Вперше в історії професійного сумо грузинський атлет став володарем Великого Імператорського Кубка.
Також успішно виступив на березневому (10-5) і травневому (13-2) басі 2018 року. У травні довго лідирував (перемігши, в тому числі, Хакухо) і до останнього дня зберігав шанси на перемогу в турнірі, проте в тринадцятий день несподівано програв Сьодяю і при падінні зламав дві кістки зап'ястя. В чотирнадцятий день, незважаючи на важку травму, виявив силу духу і чинив гідний опір йокодзуні Какурю, але внаслідок неможливості повною мірою використовувати руку зазнав другої поразки. За підсумками травневого басі суддівський комітет рекомендував призначити Тотиносину звання одзекі, що незабаром і сталося.

## Стиль боротьби
Віддає перевагу активну, наступальну силову боротьбу із захопленнями і тисненням. Майже не використовує оборонних прийомів на зразок хатакікомі і хікіотосі. За прямою вказівкою ояката, уникає використання трюку з ухиленням при стартовому ривку (хенка).

## Родина
Старший з двох синів в сім'ї винороба. 

## Цікаві факти
- Його товариш по срібній медалі командного юніорського чемпіонату світу Гагамару досяг рівня комусубі.